# Сутугины
Суту́гины — дворянские роды.
Один из них — потомство Петра Сутугина, награждённого орденом в 1826 г. и жалованного дворянством в 1835 г. (гербовник XI, 64).
Родоначальник другого — Сутугин, Василий Васильевич (1839—1900) — врач-акушер. Определением Правительствующего Сената, состоявшимся 12 сентября 1877 года, коллежский советник доктор медицины Василий Васильевич Сутугин признан в потомственном дворянстве, с правом на внесение в третью часть дворянской родословной книги, по Всемилостивейше пожалованному ему, 17-го апреля 1875 года, ордену св. Владимира 4 степени.

## Описание герба
В чёрном щите две выходящие из боков щита, соединенные в рукопожатии, руки с червлёными обшлагами. В золотой главе щита червлёный крест с широкими концами. По его бокам по червлёной шестиугольной звезде.
Щит увенчан дворянским коронованным шлемом. Нашлемник: золотая змея с червлёными глазами и языком, обращённая вправо. Намёт: справа — чёрный с золотом, слева — червлёный с золотом. Девиз: «CONCORDIA RES PARVAE CRESCUNT» золотыми буквами на чёрной ленте. Герб Сутугина внесён в Часть 13 Общего гербовника дворянских родов Всероссийской империи, стр. 172.

## Род в топонимике
- Сутугинская балка — ручей в микрорайоне Малый Ахун Хостинского района города Сочи. Назван в честь владельца дачи и земель возле неё.
- Сутугин мост — пешеходный мост через Бумажный канал в Санкт-Петербурге.
- Сутугина улица в Санкт-Петербурге.